# Bouriate (cheval)
Pour les articles homonymes, voir Bouriate.
Le Bouriate (russe : Bouriatskaïa) est une race de poneys provenant de la Bouriatie, en Sibérie, dans la Russie. Ce poney primitif est très résistant car il est traditionnellement élevé sous le climat sévère de la Sibérie, où les températures passent près de 40 degrés en dessous de zéro pendant la nuit. Le Bouriate a des os solides et il est très robuste. Il possède des caractères primitifs tels que des zébrures sur les jambes. Ce poney est utilisé principalement pour la selle, mais aussi le transport et quelques travaux agricoles.

## Dénomination
Il est aussi appelé Bouriate-Mongol.
La base de données DAD-IS, Bonnie Lou Hendricks (Université de l'Oklahoma) et CAB International assimilent le Bouriate au Zabaikal'skaya, mais le Guide Delachaux distingue le Bouriate du Zabaikal, ou Transbaïkal.
Cette race doit son nom à la République de Bouriatie, située en Russie dans la région sud-centrale de la Sibérie, près de la frontière avec la Mongolie et du lac Baïkal.

## Histoire

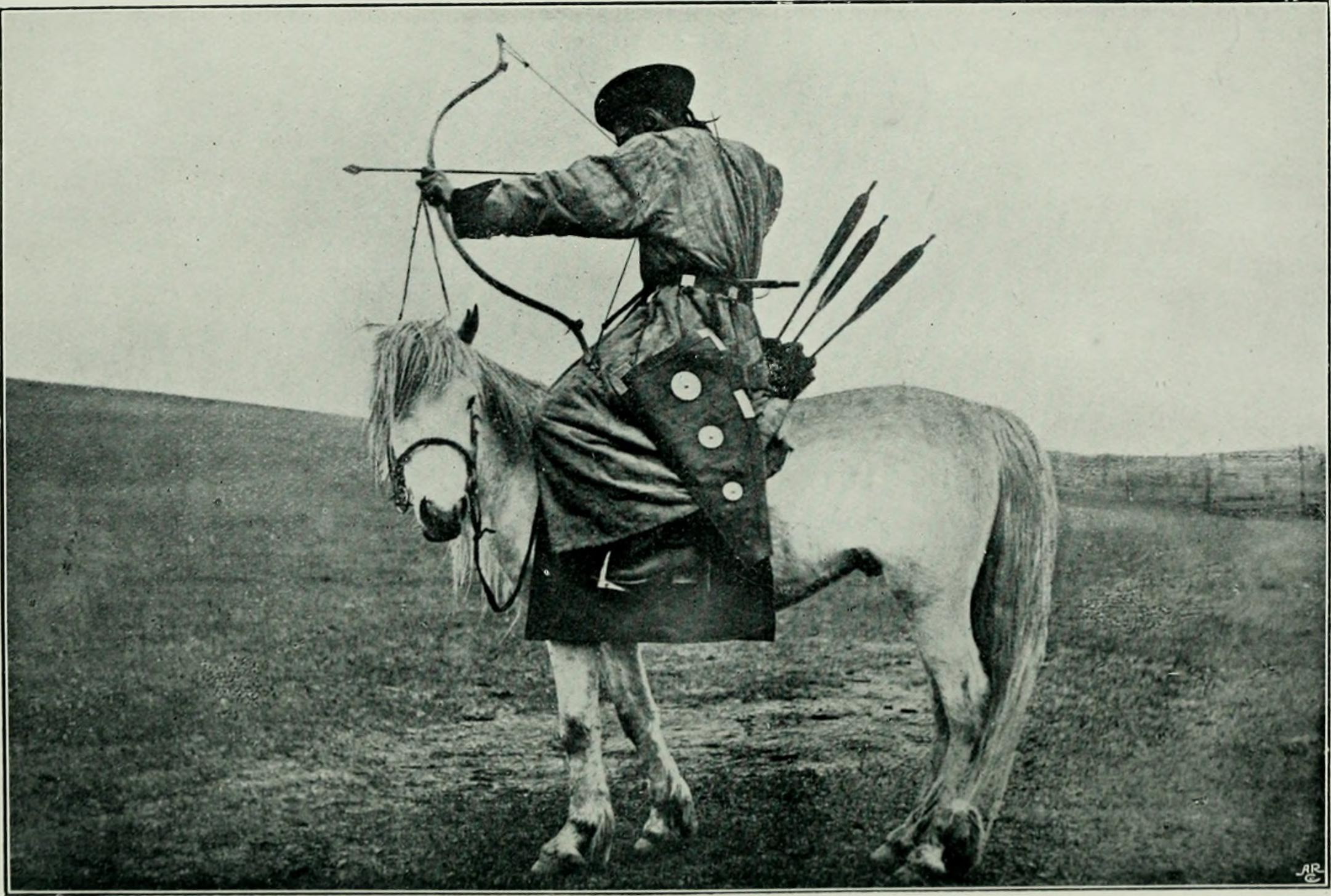
Archer monté de Bouriatie en 1903

Les Bouriates sont élevés dans la région autour du lac Baïkal, en Bouriatie, depuis des centaines d'années. Ce poney est probablement un descendant de chevaux ou de poneys chinois et mongols, car la Bouriatie fut un temps officiellement rattachée à la Mongolie. 
Pendant les années 1600, les russes colonisent la Bouriatie, qui est rattachée à la Russie par un accord des années 1689 et 1728, lorsque la zone est séparée de la Mongolie. La demande de chevaux a augmenté en conséquence. Les Russes ont croisé des chevaux grands et lourds avec le poney Bouriate local. La race a néanmoins conservé un grand nombre de propriétés de l'ancien poney Bouriate. La diminution de demandes de chevaux pour les fermes et la motorisation dès 1950 ont rendu le Bouriate très rare, presque en voie de disparition. Mason le classe en effet en 1988 parmi les races rares.
Il n'existe pas de registre généalogique, pas même en Russie.

## Description

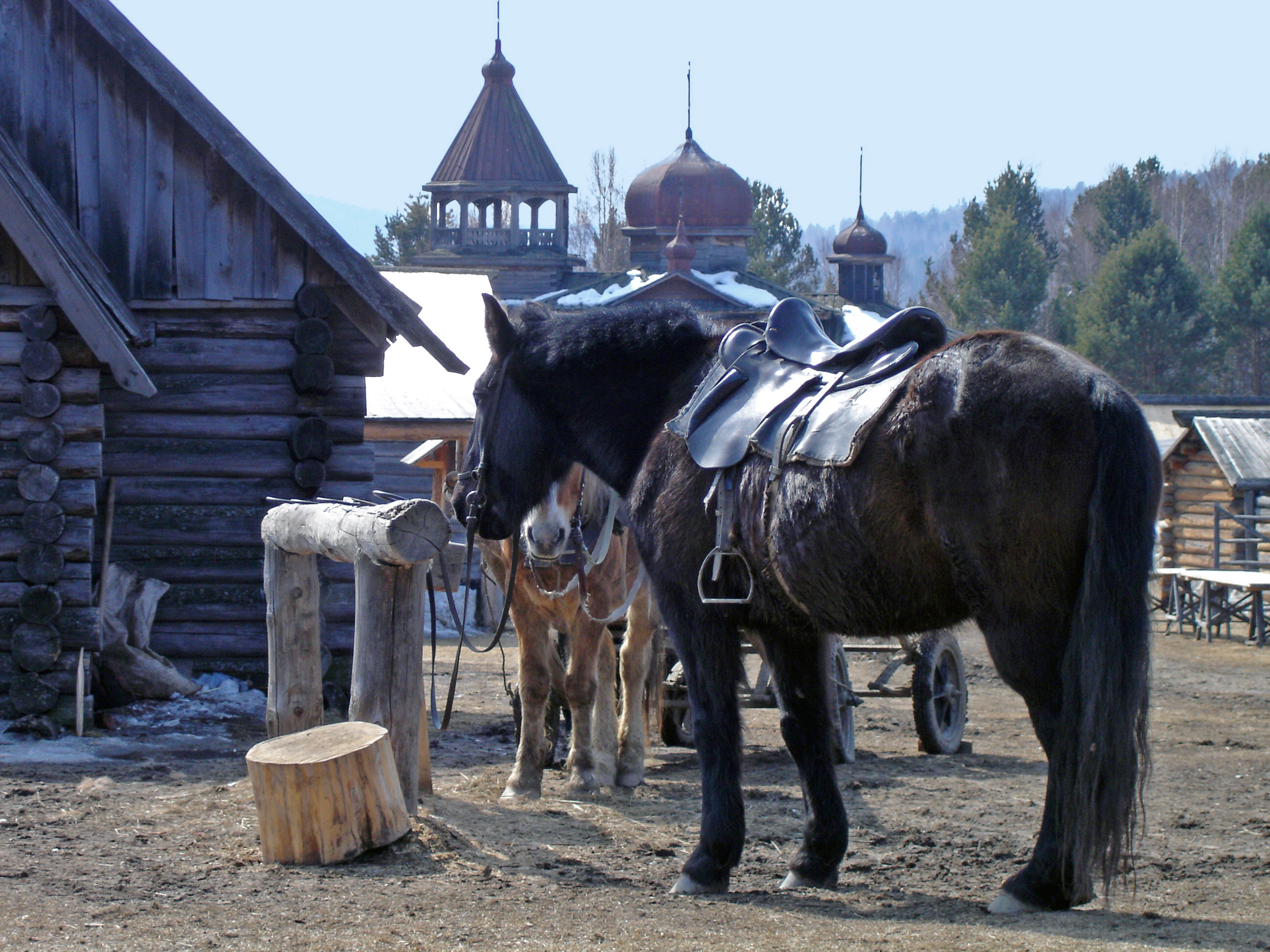
Chevaux bouriates près du lac Baïkal.

Il fait partie du groupe des poneys sibériens. Le Bouriate toise 1,35 m à 1,40 m en moyenne selon Hendricks, et 1,32 m à 1,38 m selon CAB International et le guide Delachaux, mais il peut être plus grand ou plus petit que cette taille standard.

### Morphologie
Le modèle est massif, avec une ossature épaisse,. Il présente le type mongol, le Bouriate ressemblant beaucoup au cheval mongol, en plus grand. 
La tête est relativement lourde et forte, de profil rectiligne ou bien légèrement convexe, et dotée d'un front large,. Les ganaches sont lourdes.
L'encolure peut être de taille moyenne ou courte, mais elle est forte et musclée,. Le garrot est relativement plat. Le poitrail est plutôt étroit. Le dos est droit et solide. La croupe est inclinée
Les membres sont courts,. Le bas des jambes a toujours au moins quelques fanons.

### Robe
Ces poneys sont principalement bais, bai-brun ou alezans, souvent avec des caractères primitifs comme une raie de mulet le long de la colonne vertébrale ou des zébrures sur les membres. Ils peuvent aussi être gris ou bai duns,.

### Tempérament et entretien

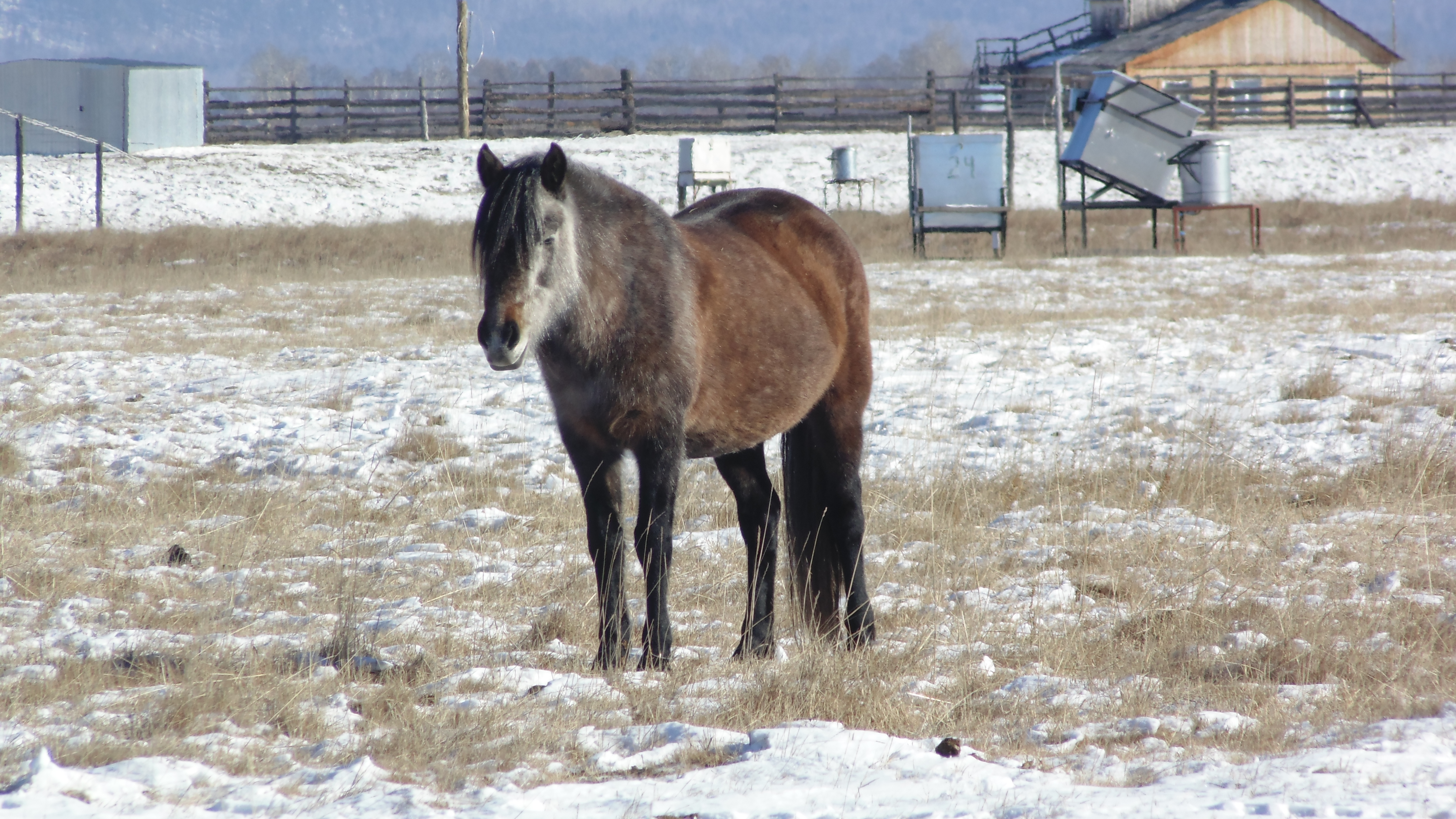
Bouriate sous la neige.

Il présente une bonne résistance au froid et au mauvais climat (jusqu'à - 50°), grâce à son pelage épais et imperméable. Cheval particulièrement endurant, il est résistant à l'effort. Ces poneys sont souvent gardés en plein air toute l'année et font face à la maigre pâture d'hiver. Au cours de l'été, ils mangent et prennent beaucoup de poids pour se faire des réserves pour l'hiver. Cette race a une très bonne fertilité.
Ce cheval peut aller l'amble. L'amble rapide est localement nommé tropota.

## Utilisations
Ces poneys sont utilisés pour le transport, que ce soit comme comme chevaux de selle ou pour de petits travaux d'agriculture,. Il est monté localement dans des courses traditionnelles par de jeunes garçons ou filles, sur des distances allant de 8 à 28 km.
Il est aussi abattu pour sa viande, et les juments sont traites pour leur lait.
La race a été croisée au XVIIe siècle pour donner le Chilkov, un cheval plus grand et plus puissant.

## Diffusion de l'élevage
Propre à la Bouriatie, la race est rare et très peu connue. En 1990, 29 459 chevaux de cette race sont dénombrés. Avec le bétail, le cheval est un symbole de richesse pour les Bouriates.
Il n'existe que quelques troupeaux, propriétés d'agriculteurs particuliers et de paysans. Ces chevaux sont élevés en tabounes,.